# فلويد هادلستون
فلويد هادلستون (بالإنجليزية: Floyd Huddleston)‏ هو كاتب أغاني وشاعر أمريكي، ولد في 19 أغسطس 1918 في ليلاند في الولايات المتحدة، وتوفي في 27 سبتمبر 1991 في Panorama City, Los Angeles ‏ في الولايات المتحدة.

## وصلات خارجية
- فلويد هادلستون على موقع IMDb (الإنجليزية)
- فلويد هادلستون على موقع ميوزك برينز (الإنجليزية)
- فلويد هادلستون على موقع قاعدة بيانات برودواي على الإنترنت (الإنجليزية)
- فلويد هادلستون على موقع ديسكوغز (الإنجليزية)